# ESP吉他
ESP公司（株式会社イーエスピー）是一家日本吉他制造商，該公司主要生产电吉他和電貝斯。公司总部位於东京和洛杉矶。該公司成立於1975年。1983年進軍美國市場。1993年，公司在洛杉磯開設總部。